# Dik Dik
Dik Dik ist eine italienische Beatband aus Mailand, die 1965 gegründet wurde.

## Bandgeschichte
Ende der 1950er-Jahre gründeten die Klassenkameraden Pietro Montalbetti, Erminio Salvaderi und Giancarlo Sbriziolo die Rock-’n’-Roll-Gruppe Dreamers. 1962 stießen die Musiker Sergio Panno und Mario Totaro dazu und die Gruppe benannte sich in Squali („Haie“) um. Erst 1965, mit dem ersten Plattenvertrag beim Label Ricordi und auf dem Höhepunkt der Beatwelle in Italien, entschied man sich für den endgültigen Namen Dik Dik (nach den Dikdiks, einer Gattung Zwergantilopen). Die Debütsingle der Gruppe war 1-2-3 (Cover eines Liedes von Len Barry), der Durchbruch gelang 1966 mit der nächsten Single Sognando la California (Cover von California Dreamin’ der The Mamas and the Papas).
1967 coverte Dik Dik mit Senza luce den Hit A Whiter Shade of Pale von Procol Harum und erreichte die Spitze der italienischen Singlecharts. Neben derlei Coverversionen internationaler Erfolge arbeitet die Gruppe auch mit dem Songwriterduo aus Mogol und Lucio Battisti zusammen, beispielsweise 1967 in der Single Il vento. Beim Sanremo-Festival 1969 präsentierte die Gruppe zusammen mit Rita Pavone das Lied Zucchero und erreichte im Finale den 13. Platz. Mit der folgenden Single Il primo giorno di primavera gelang Dik Dik wieder ein Hit. Es folgten zwei weitere Sanremo-Teilnahmen (1970 mit Io mi fermo qui und 1971 mit Ninna nanna) und noch einige kleinere Hits, darunter das Wight-Is-Wight-Cover L’isola di Wight (1970) und Vendo casa von Battisti/Mogol.
Mit Viaggio di un poeta gelang der Gruppe 1972 noch ein Nummer-eins-Hit. In diesem Jahr veröffentlichte Dik Dik auch das Album Suite per una donna assolutamente relativa, ein für sie ungewöhnlicher Exkurs in den Progressive Rock; es blieb jedoch weitestgehend unbeachtet. Nach einigen weiteren Veröffentlichungen (darunter die Single Help Me, inspiriert von David Bowies Space Oddity) trennte sich die Gruppe vom Label Ricordi und 1974 verließen Sergio Panno und Mario Totaro die Band. 1976 gelang der letzte Charterfolg mit der Single Volando (das gleichnamige Album erschien beim Label Ri-Fi), 1978 stieg auch Gründungsmitglied Giancarlo Sbriziolo vorläufig aus. Im Rahmen mehrerer Besetzungswechsel wurde der Sound der Gruppe härter.
Die Band veröffentlichte in den folgenden Jahren bei wechselnden Labels verschiedene Alben und trat, in der ursprünglichen Dreierbesetzung aus Montalbetti, Salvaderi und Sbriziolo, vor allem im Rahmen von 60er-Jahre-Revivals in Erscheinung. 1985 nahm sie am Benefizprojekt MusicaItalia per l’Etiopia teil. Zusammen mit Maurizio Vandelli (Equipe 84) und den Camaleonti ging Dik Dik 1993 mit Come passa il tempo noch einmal beim Sanremo-Festival ins Rennen. Das Lied gelangte zwar nicht ins Finale, erreichte jedoch anschließend die Singlecharts. 2000 versammelte die Gruppe im Album Sogno Beat Beat-Klassiker aus den 60er-Jahren.

## Diskografie

### Alben
- 1967: I Dik Dik (Dischi Ricordi, MRP 9035)
- 1969: Il primo giorno di primavera e altri successi (Dischi Ricordi, SMRP 9055)
- 1970: L’isola di Wight, Io mi fermo qui ed altri successi (Dischi Ricordi, SMRP 9070)
- 1972: Suite per una donna assolutamente relativa (Dischi Ricordi, SMRL 6095)
- 1973: Storie e confessioni (Dischi Ricordi, SMRL 6103)
- 1976: Volando (Ri-Fi)
- 1978: Amico (Ri-Fi)
- 1985: È questione d'amore (Durium MS AI 77454)
- 1989: Live (Durium)
- 1990: Sognando la California… e altre storie (Carosello / Dischi Ricordi)
- 1991: Come fossero farfalle (Carosello)
- 1993: Come passa il tempo e i più grandi successi (Dischi Ricordi)
- 1997: Isole in viaggio (Duck Record)
- 2000: Sogno Beat (Duck Record)
- 2000: L’isola di Wight e altri successi (MBO Music)
- 2001: Uno in più e i grandi successi beat (MBO Music)
- 2003: Ingresso gratuito
- 2008: Sold Out

### Singles (Auswahl)
| Jahr | Titel Album                                                                | Höchstplatzierung, Gesamtwochen, AuszeichnungChartsChartplatzierungen (Jahr, Titel, Album, Platzierungen, Wochen, Auszeichnungen, Anmerkungen) | Anmerkungen                                                                       |
| Jahr | Titel Album                                                                | IT | Anmerkungen                                                                       |
| ---- | -------------------------------------------------------------------------- | --- | --------------------------------------------------------------------------------- |
| 1966 | Sognando la California I Dik Dik                                           | IT2 (11 Wo.)IT | Ricordi, SRL 10425 B-Seite: Dolce di giorno Original von The Mamas and the Papas  |
| 1967 | Senza luce I Dik Dik                                                       | IT1 (19 Wo.)IT | Ricordi, SRL 10464 B-Seite: Guardo te e vedo mio figlio Original von Procol Harum |
| 1968 | Il vento Il primo giorno di primavera e altri successi                     | IT14 (4 Wo.)IT | Ricordi, SRL 10499 B-Seite: L’esquimese                                           |
| 1969 | Il primo giorno di primavera Il primo giorno di primavera e altri successi | IT2 (16 Wo.)IT | Ricordi, SRL 10540 B-Seite: Nuvola bianca                                         |
| 1969 | Primavera primavera Il primo giorno di primavera e altri successi          | IT16 (5 Wo.)IT | Ricordi, SRL 10565 B-Seite: Sogni proibiti                                        |
| 1970 | Io mi fermo qui L’isola di Wight, Io mi fermo qui ed altri successi        | IT10 (14 Wo.)IT | Ricordi, SRL 10587 B-Seite: Restare bambino                                       |
| 1970 | L’isola di Wight L’isola di Wight, Io mi fermo qui ed altri successi       | IT9 (15 Wo.)IT | Ricordi, SRL 10.599 B-Seite: Innamorato Original von Michel Delpech               |
| 1970 | Vivo per te                                                                | IT14 (7 Wo.)IT | Ricordi, SRL 10.610/10.613 B-Seite: Quattro bicchieri di vino / Dove vai          |
| 1971 | Ninna nanna (cuore mio)                                                    | IT20 (3 Wo.)IT | Ricordi, SRL 10.630 B-Seite: Incantesimo                                          |
| 1971 | Vendo casa                                                                 | IT10 (15 Wo.)IT | Ricordi, SRL 10638 B-Seite: Paura                                                 |
| 1972 | Viaggio di un poeta                                                        | IT1 (21 Wo.)IT | Ricordi, SRL 10.664 B-Seite: Oggi no                                              |
| 1973 | Storia di periferia Storie e confessioni                                   | IT11 (12 Wo.)IT | Ricordi B-Seite: Libero                                                           |
| 1974 | Help Me                                                                    | IT24 (3 Wo.)IT | Ricordi B-Seite: Sono nato                                                        |
| 1976 | Volando                                                                    | IT21 (8 Wo.)IT | Dik, NP 46001 B-Seite: Ossessioni Original: Sailing von The Sutherland Brothers   |
| 1993 | Come passa il tempo                                                        | IT12 (7 Wo.)IT | Ricordi, SRL 11129 Maurizio Vandelli, Dik Dik & I Camaleonti                      |

## Belege
1. ↑  Guido Racca: M&D Borsa Singoli 1960-2019. Selbstverlag, 2019, ISBN 978-1-09-326490-6, S. 187 f.; 422.